# Petrus Vincentius

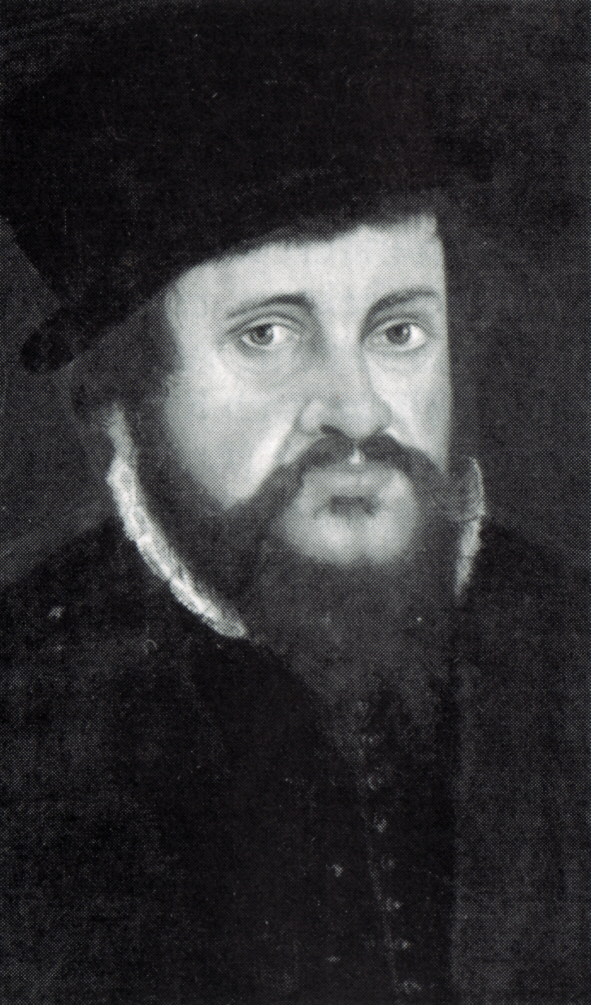
Petrus Vincentius, 1563

Petrus Vincentius (latinisiert aus Peter Vietz; * 1. März 1519 in Breslau, Fürstentum Breslau; † 1. Oktober 1581 ebenda) war ein deutscher Rhetoriker, Ethiker und Pädagoge.

## Leben
Als Sohn des Goldschmieds Martin Vitze geboren, begann Vincentius 1538 ein Studium an der Universität Wittenberg, wo Martin Luther und Philipp Melanchthon seine Lehrer waren. Als er mit der Absolvierung des akademischen Grades eines Magisters am 25. Januar 1543 seine Studien abgeschlossen hatte, begab er sich nach Nürnberg, wo er Lehrer an der Lorenzschule wurde. Auf Empfehlung Johannes Bugenhagens wurde er 1546 als Professor an die Universität Greifswald berufen. Im selben Jahr übernahm er zugleich das Rektorat neben Michael Beuther. Am 18. Juli 1547 heiratete er hier Hedwig, aus Olmütz in Mähren († vor 1574).

### Lübeck
Zu Beginn des Sommersemesters 1549 wurde Vincentius auf eigenen Wunsch hin entlassen und kam als Lehrer an das Katharineum zu Lübeck, wohl schon mit der Aussicht auf die Nachfolge des Rektors Matthias Brassanus nach dessen Tode. Am 4. November 1552 erfolgte die Ernennung zum Rektor. Vincentius erwarb sich beim Rat der Stadt Lübeck schnell ein solches Ansehen, dass er als Begleiter des Bürgermeisters Hermann Falke in diplomatischen Missionen nach England in Anspruch genommen wurde, wo er den Tod Eduard VI. erlebte.
Neben der Lehrtätigkeit und darauf bezogenen Publikationen war Vincentius’ Hauptwerk der Lübecker Zeit sein „Stadtlob“ aus 215 elegischen Distichen in lateinischer Sprache, das er als Begleittext für die große Stadtansicht, einen monumentalen Holzschnitt von 3,4 m Länge und 73 cm Höhe des Elias Diebel, und als Antrittsvorlesung am 8. November 1552 vortrug. Es ist vielfach nachgedruckt worden, zuerst durch David Chyträus in Rostock. Später hat Zacharias Orth es als Vorlage für ein ähnliches Stadtlob auf Stralsund benutzt, und noch Nikolaus von Reusner hat es als vorbildhaft gerühmt.
Eine ähnliche Form des elegischen Gedichts von über 500 Versen wählte Vincentius für das Gedicht „Vera nobilitas“ (1553 in Rostock bei Ludwig Dietz gedruckt), eine Huldigung auf Herzog Johann Albrecht I. zu Mecklenburg, den er als Idealtypus wahren Adels rühmt.
Seine Freundschaft mit dem Superintendenten Valentin Curtius bewahrte Vincentius nicht davor, in die theologischen Auseinandersetzungen der Zeit mit hineingezogen zu werden, in denen er auf Seiten seines Lehrers Melanchthon stand, während Curtius den Gnesiolutheranern zuneigte. Konnte Melanchthon im Osiandrischen Streit noch Vincentius sein Gutachten gegen Osiander zusenden in der Hoffnung, auch das Lübecker Geistliche Ministerium auf seiner Seite zu haben, so waren die Fronten nur wenige Jahre später so verhärtet, dass die Auseinandersetzungen mit den Gnesiolutheranern, verbunden mit gesundheitlichen Problemen, Vincentius so zusetzten, dass er 1557 um die Entlassung aus dem Rektorenamt bat. Es ist anzunehmen, dass dieser Abschied mit dem Scheitern eines Vermittlungsversuches des Ministeriums Tripolitanum (der Geistlichkeit der Städte Hamburg, Lübeck und Lüneburg) zwischen den Anhängern des Matthias Flacius und Melanchthon im gleichen Jahr zusammenhing.

### Wittenberg
So kehrte Vincentius als „Märtyrer des Melanchthonismus“ zurück nach Wittenberg, wo er die Professur für Rhetorik und Griechische Sprache von dem verstorbenen Anton Walther übernahm und Melanchthons Methodik seinen Vorlesungen zu Grunde legte.
1558 wurde ihm das Amt des Dekans der Artistenfakultät übertragen. In dieser Funktion hielt er im selben Jahr die Gedenkrede der Universität auf Johannes Bugenhagen. Ende 1560 übernahm er das semesterweise wechselnde Rektorat der Universität. Nachdem er 1560 nach Melanchthons Tod dessen Professur für Ethik übernommen hatte, tauschte er 1561 zusätzlich die Professur der Eloquenz mit einer Professur für Dialektik. Während dieser Zeit hielt er Lehrveranstaltungen über die griechischen und lateinischen Klassiker und zog auch die Philosophie des Rechts in seine Ausführungen mit ein, da er Kenntnisse im Bereich Jura als für jedermann notwendig erachtete. Als Nachlasspfleger Melanchthons machte er sich 1563 durch die Herausgabe von dessen Epigrammen verdient, die in 6 Bänden herauskamen und in kurzer Zeit vier Auflagen erlebten.

### Görlitz
Jedoch fand Vincentius in Wittenberg kein dauerndes Heim, da er sich mit seinen Melanchthon nahestehenden Ansichten Caspar Peucer und seinen Anhängern gegenüber verdächtig machte, die ihm sogar unterstellten, Beziehungen zu den Jesuiten zu suchen. In diesem Umfeld von Verdächtigungen wollte er nicht bleiben und so nahm er 1565 das Angebot des Rates von Görlitz an, ein Gymnasium in der Stadt einzurichten. Wieder einmal wandte er sich von der Universität zur Schule, um von Melanchthons Lehrprogramm in den artes liberales und seinem pädagogischen Impetus geprägt, in Görlitz ein humanistisch-reformatorisch geprägtes Schulwesen aufzubauen. In seiner Schul- und Studienordnung für das Görlitzer Gymnasium, die 1566 erschien, verarbeitete er seine langen pädagogischen Erfahrungen. Aber auch in Görlitz hat ihn bald der Verdruss erfasst. So schreibt er an seinen Freund Johann Crato von Krafftheim in Breslau, dass er zu keinem Preis länger unter diesen „Affen und Meerkatzen“ leben wolle.

### Breslau
Durch seine Erfolge – nicht zuletzt in Görlitz – und durch die Freundschaft mit Crato bestens empfohlen, wurde er 1569 vom Breslauer Rat als Rector an das Elisabet-Gymnasium berufen und zugleich auch zum Inspektor der Breslauer Schulen bestellt. In dieser Funktion arbeitete er unter weitgehender Verwendung der Görlitzer Arbeit von 1566 eine Schulordnung der Stadt Breslau aus und schuf damit ein weiteres Beispiel für ein fortgeschrittenes Schulwesen, das in Schlesien unter anderem auch für das herzogliche Gymnasium in Brieg übernommen wurde. Die nach seinen Vorschlägen errichtete Anstalt blühte bald auf und wurde zur Hauptschule in Schlesien. Es ist überliefert, dass seine Besoldung zu Anfang der Breslauer Zeit mit 200 Mark (jährlich), dazu 2 Stoß Holz und freier Wohnung „in einem besonderen Hause“ bestanden hat. Als Rektor war er bis 1578 tätig. Ihm folgte in diesem Amt Nikolaus Steinberger.
Vincentus Petrus verstarb am 1. Oktober 1581 in Breslau.

## Werke
Das Verzeichnis der im deutschen Sprachbereich erschienenen Drucke des 16. Jahrhunderts (VD 16) listet insgesamt 74 Einträge zu Peter Vietz/Petrus Vincentius, darunter:
- Elegia de origine, incrementis ac laudibus inclytae urbis Lubecae. Rostock 1552

Neuausgabe von Johann Henrich von Seelen: Petri Vincentii de origine, incrementis et laudibus Lubecae elegia. Lübeck 1755
Digitalisat des Exemplars der Bayerischen Staatsbibliothek
- NARRATIO HISTORICA VICISSITVDINIS, RERVM quae in inclyto Britanniae Regno acciderunt, Anno Domini 1553. Mense Iulio. Wittenberg 1553

- (deutsch): Von kleglichem vnzeitigem Tod Eduardi des Sechsten/Königs zu Engelland etc. Warhafftiger gründlicher Bericht vnd erzelung der dinge vnd veranderungẽ, so sich in dem löblichen Königreich Engelland Anno Christi 1553. im Monat Julio zugetragen. Beschrieben/durch P.V. Mit vleis vnd trewlich aus dem Latein ins Deudsch bracht. Leipzig 1554

- Oratio de vitarevendi uiri Domini Iohannis Bugenhagij Pomerani, qui fuit Pastor Ecciesiae Dei in oppido Saxoniae Wittenberge. & Lector in Academia anno sex & trigenta, recitta a Petro Vincentio Vratislauiensis., 1558
- 50 Programme in Programmata et alia scripta academiae Wittebergensis Publica von 1557 bis 1564 in Wittenberg
- Oratio de cura loquendi Wittenberg 1557 (Antrittsvorlesung)
- Oratio de vita reverendi Ioannis Bugenhagii Pomerani Wittenberg 1558 (Gedenkrede auf Johannes Bugenhagen)
- Disciplina et doctrina Gymnasii Gorlicensis. Görlitz 1566
- Der Stadt Breslaw Schul Ordnung. Breslau 1570
- (Herausgeber) Philipp Melanchthon: Epigrammatum libri sex. Wittenberg 1563 Digitalisat der Ausgabe von 1579
- (postum) Historia Bugenhagiana. Vitam Sinceri Theologie, ac purioris doctrinae AssertorisB.D. Johannis Bugenhagii, Promerani, Ejusque Merita in Ecclesiam atque Literas, complectens, ad Petri Avtographon rarissimum una cum CL. Aliquot Autorum Judicilis & Relatione Hitorico Harmonica. 1706